# Кайтанівський заказник
Кайта́нівський заказник — ботанічний заказник місцевого значення в Україні. Розташований на території Катеринопільського району Черкаської області, квартал 68, виділ 2 Катеринопільського лісництва. 
Площа — 1 га, статус отриманий 12 січня 1982 року.